# Anatolij Chrapaty
Anatolij Michajłowicz Chrapaty (ros. Анатолий Михайлович Храпатый; ur. 20 października 1962 w Celinogradzie, zm. 11 sierpnia 2008 w Astanie) – kazachski sztangista, dwukrotny medalista olimpijski.
Startował m.in. w kategorii lekkociężkiej. Największe sukcesy odnosił w latach 80, kiedy startował w barwach Związku Radzieckiego. Pięciokrotnie był mistrzem świata (1985-1987, 1989, 1990), a w Seulu zdobył tytuł mistrza olimpijskiego. Był także mistrzem Europy i rekordzistą globu. Dla Kazachstanu wywalczył m.in. srebro na olimpiadzie w Atlancie. Zginął w wypadku samochodowym.

## Starty olimpijskie
Seul 1988
- kategoria 90 kg – złoto

Atlanta 1996
- kategoria 99 kg – srebro